# بولویر
بولویر (به اسپانیایی: Bolvir) یک منطقهٔ مسکونی در اسپانیا است که در سردانیا واقع شده‌است. بولویر ۱۰٫۳ کیلومتر مربع مساحت دارد.